# Otto Bogaty (margrabia Miśni)
Otto Bogaty, niem. Otto der Reiche (ur. w 1125, zm. 18 lutego 1190) – margrabia Miśni od 1157 r. z dynastii Wettinów.

## Życiorys
Otto był synem margrabiego Miśni Konrada oraz Ludgardy z Ravensburga, najstarszym spośród synów, którzy przeżyli ojca. Z tego powodu po jego śmierci w 1157 r. odziedziczył główną część jego dóbr – marchię miśnieńską. Ufundował klasztor Altenzelle jako nekropolię rodzinną. Na swoich ziemiach promował osadnictwo, dbał o rozwój miast (w jego czasach poświadczone są prawa miejskie Lipska), szczególnie zaś troszczył się o górnictwo srebra, którego złoża w jego okresie odkryto w Rudawach (w związku z tym założył miasto Freiberg).

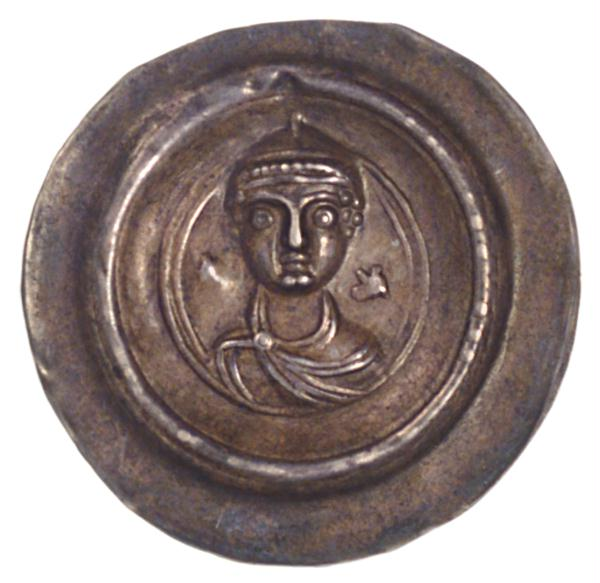
Brakteat Ottona Bogatego, ok. 1156 r.

Toczył spory z landgrafem Turyngii Ludwikiem III Pobożnym, w którego niewolę wpadł, a uwolniony został za pośrednictwem cesarza Fryderyka I Barbarossy. Współdziałał blisko ze swoimi czterema młodszymi braćmi, którzy otrzymali mniejsze udziały w ojcowiźnie, m.in. wspólnie uczestniczyli w wojnach przeciwko Henrykowi Lwu. Pod koniec życia poważnym problemem stał się spór dwóch synów Ottona, Albrechta i Dytryka. Otto zamierzał oddać Miśnię w ręce młodszego Dytryka (prawdopodobnie za podszeptem żony), przeciwko czemu zaprotestował Albrecht, który nawet uwięził ojca. Otto został uwolniony na rozkaz cesarski, spór trwał jednak nadal i zaangażowany został w niego zięć Ottona, późniejszy król czeski Przemysł Ottokar I. Dopiero w 1189 r. król niemiecki Henryk VI doprowadził do ogłoszenia pokoju. Wkrótce potem Otto zmarł.

## Rodzina
Żoną Ottona była Jadwiga, córka księcia Saksonii i margrabiego Marchii Brandenburskiej Albrechta Niedźwiedzia. Znamy czworo dzieci z tego związku:
- Albrecht I Pyszny (zm. 1195) – margrabia Miśni,
- Dytryk I Zgnębiony (zm. 1221) – margrabia Miśni i Łużyc,
- Zofia (?) – żona Oldrzycha, księcia hradeckiego i ołumunieckiego,
- Adelajda (zm. 1211) – żona Przemysła Ottokara I, króla Czech.